# Герод
Герод, іноді Геронд (грец. Ἡρώδας) (близько 300 — бл. 250 до н. е.) — давньогрецький автор маленьких побутових сценок, що мають назву «міміямби», тобто мімів у ямбах. Ці натуралістичні сценки для одного або двох акторів — міми, написані на іонійському діалекті «кульгавими» ямбічними віршами (холіямбами) в дусі поета Гіппонакта (V ст. до н. е.). У цьому жанрі (але у прозі) писав ще в V ст. до н. е. сицилієць Софрон.
Герод походив, ймовірно з дорійського острову Кос, розташованого біля узбережжя Малої Азії, де відбувається дія його творів. Близько 700 рядків міміямбів знайдено на єгипетському папірусі 1889 в гробниці I ст. н. е. у Фаюмі і опубліковано в 1891 році. Вісім мімів збереглися майже повністю.
У гумористичних і сатиричних картинках Герод малює вузько-життєві, хатні інтереси маленьких людей: шевця, вчителя, звідника, кумоньки тощо. Досить влучно підмічаючи риси характерів і деталі побутової сфери, він, проте, неспроможний глибоко виявити і узагальнити суть зображуваної дійсності, і його зарисовки тільки дають розрізнені клаптики її. Герод виступає як безсторонній спостерігач життя, який намагається запам'ятати якнайточніше окремі деталі. Він не прагне проникнути в суть зображуваних явищ і характерів і обмежується живими, але досить поверхневими замальовками, що, однак, дозволяють нам познайомитися з різними боками побуту того часу.

## Міми
I-й мім передає розмову між двома жінками, одна з яких виступає в ролі звідниці, умовляючи іншу завести під час відсутності чоловіка коханця.
II-й мім пародіює судові промови: власник дому розпусти подає позов проти молодого гульвіси, який увірвався до його закладу і намагався викрасти одну з дівиць.
У III-му вбога мати приводить до вчителя свого ледаря сина, з яким вона не може дати собі ради. У невпинному потоці слів вона скаржиться на поведінку сина та просить вчителя випороти його. Той сумлінно виконує прохання, але, здається, норов сина не виправлений і мати іде скаржитися старому батькові.
IV-й мім зображує двох бідних подруг, які прийшли в храм Асклепія для жертвоприношення, вони обговорюють знамениті твори мистецтва, якими прикрашений храм.
У V-му мімі ревнива господиня з ревнощів збирається випороти свого коханця-раба за невірність.
VI-й діалог настільки ж цікавий та потішний, як і решта. Кердон-швець, маленький лисий чоловічок з добре підвішеним язиком скаржиться на важкі часи, обманює і плазує перед покупцями.
VII-й фрагмент неповний. Починається з того, що господиня пробуджує своїх покоївок, щоб розповісти свій сон. В наступних 100 рядках малюються цікаві сцени та характери.

## Український переклад
Перший переклад Герода здійснив Іван Франко у 1913 році. 